# Loi allemande du 25 août 1998 sur l'annulation des jugements injustifiables du régime national-socialiste
La Loi allemande du 25 août 1998 sur l'annulation des jugements injustifiables du régime national-socialiste (Gesetz zur Aufhebung nationalsozialistischer Unrechtsurteile in der Strafrechtspflege ou NS-Unrechtsurteileaufhebungsgesetz en droit pénal, abrégé en NS-AufhG) est une loi de la République fédérale d'Allemagne adoptée en 1998 puis modifiée en 2002 et 2009. 
Cette loi annule les décisions de justice pénale rendues après le 30 janvier 1933 en violation des idéaux élémentaires de justice, décisions prises pour des raisons politiques, militaires, raciales, religieuses ou idéologiques, et dont le but était mettre en place ou de maintenir le régime national-socialiste. Les procédures judiciaires qui ont mené a ces décisions pénales sont abandonnées.
En 1998, seuls les arrêts du Volksgerichtshof et les verdicts des tribunaux d'exception (Standgericht (de)) sont concernés. Les décisions des tribunaux militaires ont également été mentionnées dans le projet de loi, mais ont été retirées en dernière lecture. Les jugements des autres tribunaux sont annulés s'ils se fondent sur une des normes nationales-socialistes énumérées dans l'annexe de la loi ou s'ils ont été rendus « en violation des idéaux élémentaires de justice après le 30 janvier 1933 dans le but de faire respecter ou de maintenir le régime national-socialiste pour des raisons politiques, militaires, raciales, religieuses ou idéologiques » (article 1).
En 2002, la loi est modifiée : les verdicts de tribunaux militaires prononcés contre les déserteurs de la Wehrmacht, et également les verdicts de tous les tribunaux portant sur la prétendue « fornication contre-nature » (formulation qui désignait des actes homosexuels) sont annulés. Une nouvelle modification en 2009 annule également les jugements prononcés contre les prétendus « traîtres à la guerre » (Kriegsverräter).